# 阿夫里勒
阿夫里勒（法語：Avril，法語發音：[avʁil] ⓘ）是法国默尔特-摩泽尔省的一个市镇，属于布里埃区。

## 地理
阿夫里勒（49°17'16"N, 5°57'50"E）面积20.02 平方千米，位于法国大東部大區默尔特-摩泽尔省，该省份为法国东北部内陆省份，是洛林的一部分，北邻比利时、卢森堡，北起顺时针与摩泽尔省、下莱茵省、孚日省和默兹省接壤。
与阿夫里勒接壤的市镇（或旧市镇、城区）包括：洛姆朗日、大穆瓦约夫尔、小穆瓦约夫尔、讷夫谢夫、贝坦维莱尔、特里约、蒂克尼约、瓦勒德布里埃。

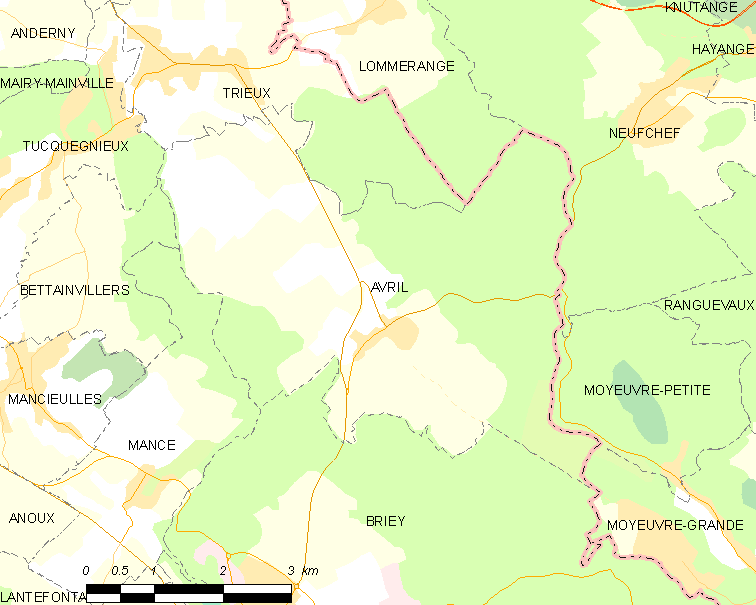
阿夫里勒的OSM定位图

阿夫里勒的时区为UTC+01:00、UTC+02:00（夏令时）。

## 行政
阿夫里勒的邮政编码为54150，INSEE市镇编码为54036。

## 政治
阿夫里勒所属的省级选区为布里埃地区县。

## 人口

1962-2008年间阿夫里勒人口变化图示

阿夫里勒于2022年1月1日时的人口数量为1223人。